# Capucins de Morgon
Les Capucins de Morgon sont une communauté catholique traditionaliste. Non reconnue par l'Église catholique, elle n'est pas non plus membre de la Province française des Frères mineurs capucins et est proche de la communauté catholique intégriste Fraternité Sacerdotale Saint-Pie X.
Sa maison-mère est le couvent Saint-François de Morgon (commune de Villié-Morgon en France), à soixante kilomètres au nord de Lyon. Le groupe se fait connaître pour des dégradations d'antennes relais de 5G et la commission Bronner souligne leur appartenance aux milieux complotistes sur Internet en 2021.

## Généralités

### Fondation
La communauté est fondée le 10 août 1972 par Eugène de Villeurbanne (né Romain Potez en 1904, mort en 1990) , et Elzéar des Estables (né Théophred Exbrayat en 1910, mort en 1975), tous deux de la Province capucine de Lyon, à Verjon dans l'Ain, diocèse de Belley.

### Principes
Ces frères capucins suivent la règle de leur ordre dans sa version antérieure aux réformes liées au Concile Vatican II. Cette communauté catholique est traditionaliste voire intégriste,.

## Histoire et évolution

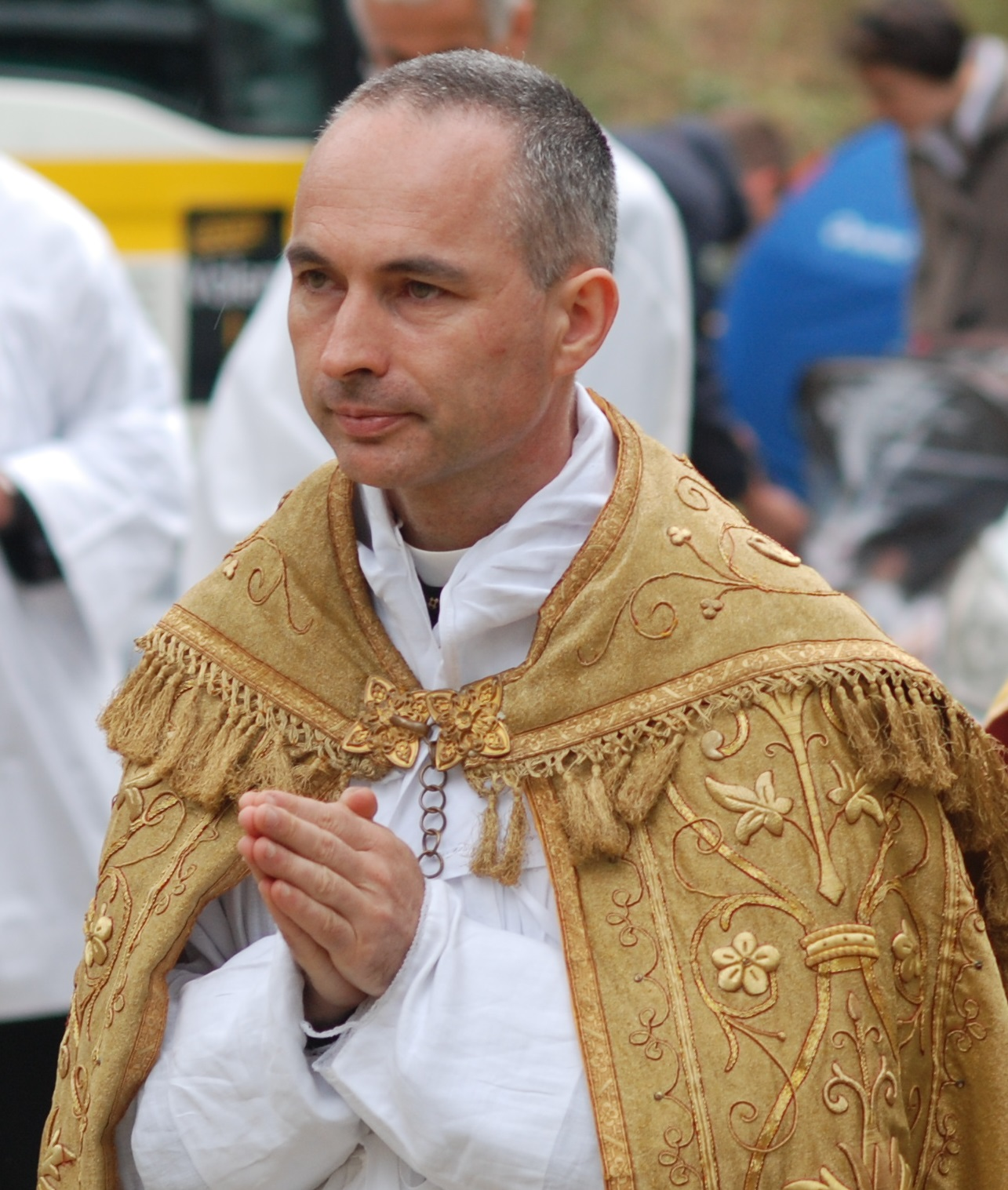
Régis de Cacqueray.

En 1986, elle compte 5 religieux prêtres.
Après la mort de leur fondateur, ils lui construisent une chapelle,.
En novembre 2011, ils manifestent, avec Civitas, contre la pièce de théâtre Golgota picnic, jugée blasphématoire,,.
L'abbé Régis de Cacqueray, ayant quitté son poste de supérieur du district de France de la Fraternité sacerdotale Saint-Pie-X en août 2014, entre pour trois mois au noviciat d'Aurenque avant de devenir, sous le nom de père Joseph d'Avallon, frère mineur de la communauté de Morgon,.
En 2018 ils tentent de s'agrandir en fondant un monastère près d'Albertville mais doivent renoncer à la suite de la décision du tribunal administratif de Grenoble.

## Relations ecclésiales
En plus de la Fraternité sacerdotale Saint-Pie-X dont elle reçoit le sacrement d'ordination pour ses candidats à la prêtrise, la communauté entretient des liens avec les Petites Sœurs de saint François d'Assise[source insuffisante].

## Dérives
De 2010 à 2014, le couvent héberge Christophe Roisnel, prêtre et directeur d'une école privée hors contrat de la FSSPX à Goussonville. En 2010, deux enseignantes de l’établissement et une de leurs amies se plaignent auprès de la Fraternité de violences sexuelles commises par l’abbé. Il est alors discrètement envoyé au couvent de Morgon. Il y reste jusqu'au 7 avril 2014 quand il est finalement arrêté. Il est condamné en 2017 à seize ans de réclusion criminelle pour des viols aggravés sur deux femmes adultes, puis en 2018 de trois ans supplémentaires en appel, soit un total de dix-neuf ans, pour des faits de torture qui n’avaient pas été retenus en première instance,,,.
Deux membres du couvent, âgés de 39 et 40 ans, ont mis le feu à une antenne relais, dans la nuit du 14 au 15 septembre 2021, à Saint-Forgeux, puis ont été pris en flagrant délit la nuit suivante par les gendarmes alors qu’ils tentaient de mettre le feu à un deuxième pylône téléphonique. Ils déclarent alors avoir agi pour « prémunir la population des effets nuisibles » de la 5G,,,,.
Dans le rapport de la Commission Bronner, publié en janvier 2022, la communauté est mise en cause concernant les théories du complot dans la sphère médiatique catholique traditionaliste sur Internet,. Ses membres sont par ailleurs suspectés de dérives sectaires, comme beaucoup de mouvements de la Fraternité Saint-Pie-X (FSSPX), selon des rapports interministériels de la MIVILUDES. En raison de leurs liens avec Civitas, et les causes nationales-catholiques en général, ils sont évoqués dans une intrigue burlesque du roman Anéantir de Michel Houellebecq.

## Implantations et ministères
- Maisons
  - Couvent Saint-François à Morgon[29] depuis 1983, fondé en 1972 à Verjon
  - Monastère Sainte-Claire à Morgon[30] fondé en septembre 1993 pour les clarisses.
  - Couvent Saint-Antoine d’Aurenque[31] fondé en septembre 2004[32]. (noviciat)
- Aumôneries
  - L'école de La Péraudière, hors contrat, est située près de Montrottier. Elle a été fondée en 1946 par Luce Quenette. L'école accueille uniquement des garçons avec une quarantaine d’élèves en 2019. L'enseignement est centré sur la littérature et la religion, les enfants ont un temps de prière quotidien et assistent à une messe hebdomadaire en latin. Un des anciens professeurs de l'école a fait l'objet de plaintes pour attouchements sexuels sur mineurs par trois élèves[33] ,[34].

## Publications
- Clarisses de Morgon (préf. Régis de Cacqueray), Le scapulaire de saint Joseph, Via Romana, 2013, 92 p. (ISBN 979-10-90029-50-7).
- Capucins de Morgon, Consécration à saint Joseph : guide complet, Via Romana, 2014, 84 p. (ISBN 979-10-90029-82-8).
- Eugène d'Oisy (revu et présenté par les capucins de Morgon), Mois séraphique de saint Joseph, Via Romana, 2016, 136 p. (ISBN 978-2-37271-047-3).
- Capucins de Morgon, Petit catéchisme des principes, Larroque-Engalin, éd. Le Drapeau Blanc, 2023, 126 p. (ISBN 979-1093228297).

#### Document
- Yves Chiron, Veilleur avant l'aube : le père Eugène de Villeurbanne, Paris, Clovis, 1997, 503 p. (ISBN 2-903122-99-7).
- Jean-François Talivez, Une vie de moine, autoédition, 2018, 272 p. (ISBN 9782956401902).

#### Roman
- Maylis Adhémar, Bénie sois sixtine, Pocket, 2020, 320 p. (ISBN 9782266318884)